# Excepcionalismo
Excepcionalismo é a percepção ou crença de que uma espécie, país, sociedade, instituição, movimento, indivíduo ou período de tempo é "excepcional" (ou seja, incomum ou extraordinário) e portanto, está fora das normas, princípios, direitos ou obrigações consideradas "normais". O termo carrega a implicação, especificada ou não, de que o referente é superior de alguma forma.
Embora a ideia pareça ter se desenvolvido em relação a uma época, hoje é aplicada particularmente em relação a nações ou regiões específicas. Outros usos do termo incluem o excepcionalismo médico e genético.

## História
Filósofos historiadores alemães, especialmente Johann Gottfried Herder (1744–1803) e Johann Gottlieb Fichte (1762–1814), abordaram o tema da singularidade no final do século XVIII. Eles enfatizaram o estado político em vez de enfatizaram a singularidade do Volk, compreendendo todo o povo, suas línguas e tradições. Cada nação, considerada uma entidade cultural com sua própria história distinta, possuía um "espírito nacional", ou "alma do povo" (em alemão: Volksgeist). Essa ideia teve uma forte influência no crescimento do nacionalismo nas terras europeias do século XIX – especialmente naquelas governadas por elites de outro lugar.
Reivindicações de excepcionalidade foram feitas por muitos países, incluindo Estados Unidos, Austrália, França, Alemanha, Grécia, Índia, Paquistão, Japão Imperial, Irã, Israel, Coreia do Norte, África do Sul, Espanha, Grã-Bretanha, Alemanha Nazi, União Soviética, União Europeia e Tailândia. Os historiadores acrescentaram muitos outros casos, incluindo impérios históricos como China, Império Otomano, Roma antiga e Índia antiga, além de uma grande variedade de reinos menores na história.
As justificativas para essa suposta excepcionalidade variam em cada caso e incluem argumentos de natureza racial, cultural, circunstâncias históricas e percepções do "espírito" ou "destino" nacional.